# Saving Face (film, 2012)
Pour les articles homonymes, voir Saving Face.
Saving Face est un film documentaire américano-pakistanais réalisé par Sharmeen Obaid-Chinoy et Daniel Junge (en) et sorti en 2012.
Il a reçu l'Oscar du meilleur court métrage documentaire lors de la 84e cérémonie des Oscars.

## Synopsis
Le documentaire Saving Face (« Sauver le visage ») suit un chirurgien pakistanais basé à Londres, le Dr. Mohammad Jawad, lors de ses voyages au Pakistan pour ses interventions de chirurgie plastique réparatrice sur des femmes victimes d'attaque à l'acide.

## Fiche technique
- Réalisation : Sharmeen Obaid-Chinoy et Daniel Junge
- Distribution : Women Make Movies, HBO
- Durée : 40 minutes
- Date de sortie : 8 mars 2012

## Nominations et récompenses
- Oscar du meilleur court métrage documentaire en 2012

## Polémique
Certaines victimes ont tenté d'interdire la diffusion du film. Elles craignent des représailles, et exprimeraient le fait qu'elles n'ont pas donnée explicitement leur autorisation pour que le film soit diffusé au Pakistan.